# Бакаєв Віктор Георгійович
Віктор Георгійович Бакаєв (нар. 21 листопада 1902, місто Бежиця Орловської губернії, тепер Брянської області, Російська Федерація — 24 липня 1987, місто Москва, Російська Федерація) — радянський діяч, міністр морського флоту СРСР. Кандидат у члени ЦК КПРС у 1961—1971 роках. Депутат Верховної Ради СРСР 6—7-го скликань. Доктор технічних наук (1952), професор.

## Життєпис
Народився в родині робітника. Трудову діяльність розпочав у 1913 році учнем котельника та коваля в портових майстернях міста Бердянська.
У 1914—1919 роках — слюсар і токар Брянського арсеналу.
У 1919—1920 роках — у Червоній армії, учасник Громадянської війни в Росії.
Член РКП(б) з жовтня 1919 року.
З 1920 року працював матросом в Бердянському порту. Навчався на робітничому факультеті.
У 1929 році закінчив водний факультет Московського інституту інженерів шляхів сполучення.
У 1929—1934 роках — працював у системі Центрального морського управління Народного комісаріату шляхів сполучення СРСР (1929—1931) і Народного комісаріату водного транспорту СРСР (1931—1934): інженер з будівництва і обладнання портів, начальник будівельного управління, начальник Центрального управління портів (з 1932 року). У 1934—1935 роках — головний інженер уповноваженого Народного комісаріату водного транспорту СРСР портів Владивостока і Хабаровська. У 1936—1937 роках — начальник морського сектора Держплану СРСР.
У 1937—1941 роках — викладач, старший викладач Військово-транспортної академії РСЧА імені Кагановича і Ленінградського інституту водного транспорту. У 1941—1942 роках — старший викладач Вищих спеціальних курсів Військово-морського флоту в містах Ленінграді і Астрахані.
У 1943—1945 роках — уповноважений Державного комітету оборони і Народного комісаріату морського флоту СРСР із забезпечення вивантаження військових вантажів і продовольства в Мурманському порту.
У 1945—1952 роках — заступник народного комісара (міністра), в 1952—1953 роках — 1-й заступник міністра морського флоту СРСР. У 1953 році — 1-й заступник міністра морського і річкового флоту СРСР.
У 1953—1954 роках — заступник голови Бюро із транспорту і зв'язку при Раді міністрів СРСР.
28 серпня 1954 — 14 січня 1970 року — міністр морського флоту СРСР.
З січня 1970 року — персональний пенсіонер союзного значення в місті Москві. Працював у Інституті історії природознавства і техніки Академії наук СРСР.
Помер 24 липня 1987 року в місті Москві. Похований на Кунцевському цвинтарі Москви.

## Нагороди
- три ордени Леніна
- орден Жовтневої Революції
- два ордени Трудового Червоного Прапора
- медаль «За трудову доблесть»
- медалі